# Mitchell Schwartz
Mitchell Bryan Schwartz (geboren am 8. Juni 1989 in Pacific Palisades, Kalifornien) ist ein ehemaliger US-amerikanischer American-Football-Spieler auf der Position des Offensive Tackles. Er spielte College Football für die University of California, Berkeley und stand von 2016 bis 2020 bei den Kansas City Chiefs in der National Football League (NFL) unter Vertrag. Zuvor spielte er von 2012 bis 2015 für die Cleveland Browns. Mit den Chiefs gewann er den Super Bowl LIV.

## College
Schwartz besuchte die Palisades Charter High School und begann dort, Football zu spielen, nachdem er zuvor zu groß und schwer gewesen war, um Pop Warner Football spielen zu können. Nach seinem Highschoolabschluss ging er auf die University of California, Berkeley, wo er für die California Golden Bears in der NCAA Division I FBS spielte. Für die Golden Bears spielte er in 35 Partien als Left Tackle und in 16 Spielen als Right Tackle. Seinen College-Abschluss machte Schwartz im Fach American Studies. Er spielte im Senior Bowl, dem All-Star-Spiel für College-Football-Spieler nach ihrem Senior-Jahr.

## NFL

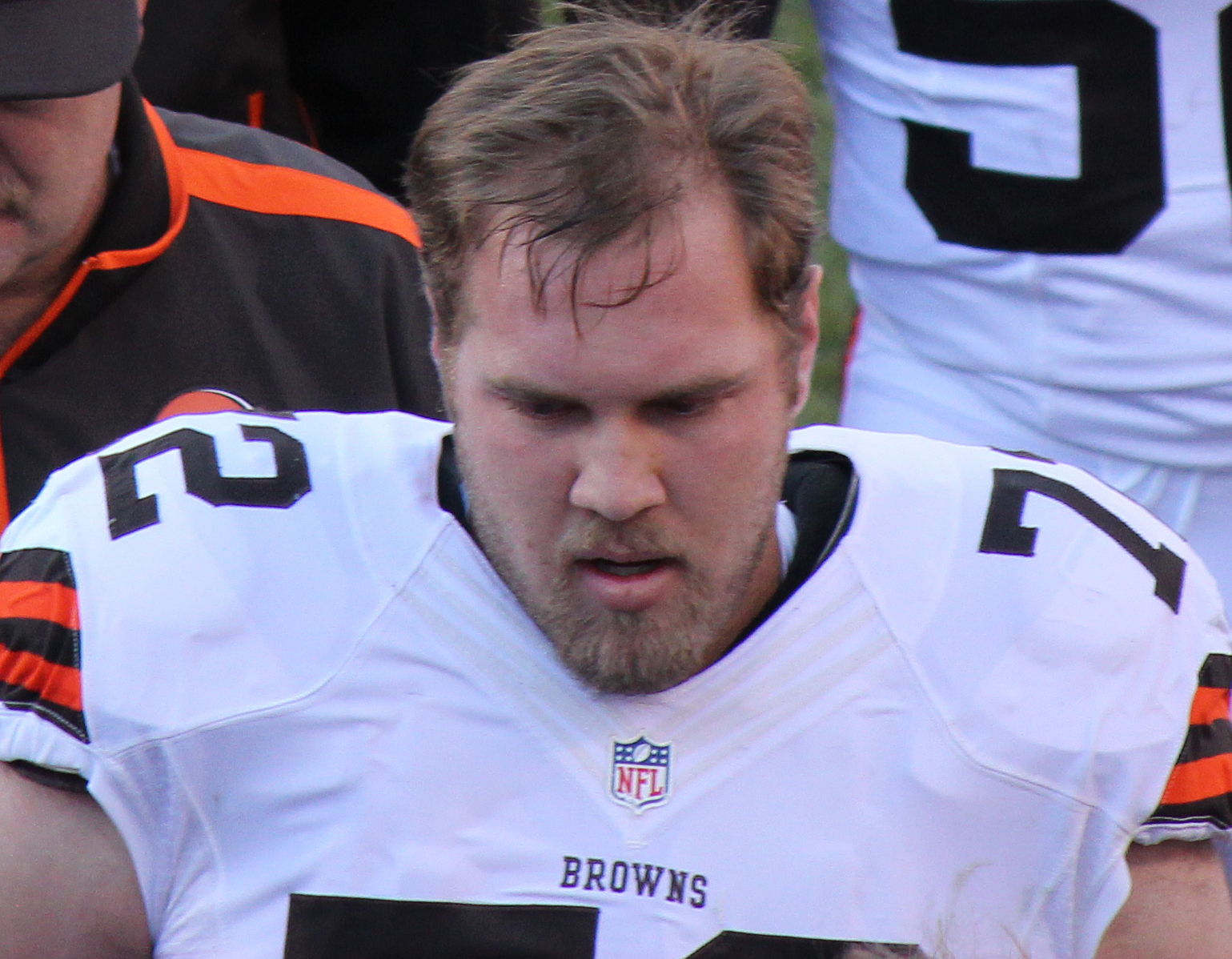
Schwartz bei den Browns (2012)

Schwartz wurde im NFL Draft 2012 in der 2. Runde an 37. Stelle von den Cleveland Browns ausgewählt. Für die Browns lief er in allen 64 Spielen als Starter auf der Position des Right Tackles auf.
Nachdem sein vierjähriger Rookievertrag in Cleveland nach der Spielzeit 2015 ausgelaufen war, unterzeichnete er einen Fünf-Jahres-Vertrag bei den Kansas City Chiefs.
Vor der Saison 2019 unterzeichnete Schwartz eine einjährige Vertragsverlängerung bis 2021 über 11,255 Millionen US-Dollar bei den Chiefs, die ihn zum zweitbesten bezahlten Right Tackle der Liga machte.
Nachdem er in 121 Spielen in acht Saisons bei jedem offensiven Spielzug seines Teams auf dem Feld stand, endete Schwartz’ Serie von 7.894 Snaps in Folge – die zu diesem Zeitpunkt längste aktive Serie der Liga – bei der 32:35-Niederlage gegen die Tennessee Titans in Woche 10, als er wegen einer Knieverletzung vor der Halbzeitpause drei Spielzüge verpasste. Mit den Chiefs gewann er am Saisonende den Super Bowl LIV gegen die San Francisco 49ers mit 31:20.
Im Spiel gegen die Buffalo Bills am 6. Spieltag der Saison 2020 musste Schwartz wegen einer Rückenverletzung ausgewechselt werden. Nach 134 Spielen, die er in Folge von Beginn an gespielt hatte, verpasste er ab dem 7. Spieltag erstmals ein NFL-Spiel. Am 21. November setzten ihn die Chiefs auf die Injured Reserve List.
Nach der Saison 2020 entließen die Chiefs Schwartz. Am 14. Juli 2022 gab Schwartz seinen Rücktritt vom Profisport bekannt. Schwartz wurde nach seinem Karriereende in die International Jewish Sports Hall of Fame gewählt.

## Persönliches
Mitchells Bruder Geoff Schwartz spielte ebenfalls als Offensive Lineman in der NFL. Zusammen mit ihm verfasste er das Buch Eat my Schwartz: Our Story of NFL Football, Food, Family, and Faith.